# Alcantara (Romblon)
Alcantara ist eine philippinische Stadtgemeinde und Hauptstadt der Provinz Romblon, in der Verwaltungsregion IV-B, Mimaropa. Sie hat 16.351 Einwohner (Zensus 1. August 2015). Sie wird als Gemeinde der fünften Einkommensklasse auf den Philippinen und als teilweise urbanisiert eingestuft.
Alcantara liegt im Südosten der Insel Tablas, die Topographie der Gemeinde ist gekennzeichnet durch flachhügeliges Terrain.

## Baranggays
Die Gemeinde setzte sich 2011 aus zwölf Barangays zusammen:
| - Bonlao - Calagonsao - Camili - Comod-om - Madalag - Poblacion - San Isidro - Tugdan | - Bagsik - Gui-ob - Lawan - San Roque |